# Модест Гриневецький
Моде́ст Гриневе́цький ЧСВВ (хресне ім'я Михайло; 8 листопада 1758, Літовищі — 1 квітня 1823, Львів) — церковний діяч (УГКЦ), богослов та історик, джерелознавець, професор і ректор Львівського університету.

## Життєпис
Народився у селі Літовищі (Лютовиська) на Лемківщині (пізніше Ліського повіту, тепер Бещадський повіт, Підкарпатське воєводство, Польща).
Навчався у так званій граматикальній і гуманітарній школі в місті Самборі, пізніше в містах Добромилі та Замості.
1777 р. вступив у монастир Василіянського Чину. На облаченні в монашу рясу отримав монаше ім'я Мелетій, однак на вічні обіти змінив його на Модест, тому в біографічних статтях часто замість справжнього хресного імені подане саме це перше ім'я.
Як студент Замостської академії написав розвідку «Філософське обґрунтування фізики» (1781 р.). Був учителем василіянських гімназій у Дрогобичі (1781–1782), Лаврові (1783–1784, викладав тут риторику, за даними «Енциклопедії Українознавства» заклад називався «окружна школа», був аналогічним до головної школи). З кінця 1784 до 1789 р. навчався християнського богослов'я і філософії у Відні, пізніше Львові.
Викладав догматику української мовою у Провізоричному науковому інституті в руській мові (лат. Studium ruthenum) при Львівському університеті, з 1793 р. очолював кафедру латинської мови та догматики. 1799 р. одержав звання доктора і титул звичайного професора, 1800, 1801 та 1806 р. — «прокуратор» чину василіан на Галицьку провінцію.
1791 р. підготував для теологів українською мовою «Догматику», а на прохання Чернівецького єпископату склав «План систематичних богословських студій» (1816 р.).
У 1817 р. внесений у список послів Галицького станового сейму.
За станом здоров'я відмовився від пропозицій переїхати працювати у Краківському та Віденському університетах. З 1822 р. — ректор Львівського університету, протоігумен василіянських монастирів у Галичині.
Географічний словник Королівства Польського стверджував про його смерть у Лаврові. Модест Гриневецький похований на цвинтарі ченців монастиря Св. Онуфрія та парафіян Успенської церкви Львова (тепер — монастирський сад) поблизу церкви Св. Онуфрія у Львові.

## Діяльність
Був поборником міжслов'янських наукових взаємин. Листувався і обмінювався літературою з Петром Лодієм, Максиміліяном Оссолінським, Петром Кеппеном, Зоряном Доленґою-Ходаковським. Постійно збирав і описував стародруки, скопіював напис на надгробній плиті Івана Федоровича, написав передмови до праці Вількоровича і «Хроніки м. Львова» Бартоломея Зиморовича.